# Кокколоба опушённая
Кокколоба опушённая (лат. Coccoloba pubescens) — вид низкорослых деревьев из рода Кокколоба.

## Ботаническое описание
Низкорослые, от 10 до 20 м, деревья, с маленькой кроной. Листья почти округлые, крупные, от 2 до 50 см (иногда до 90) в диаметре, сидячие, плотно обхватывающие побеги, зелёные сверху, коричневато опушённые снизу, с жёлто-красными жилками и гладким, волнистым краем.
Цветы зеленовато-белые душистые, на вертикальных черешках до 60 см длиной. Плод — 2 см в диаметре.
Эффектное крупнолистное растение. Известно в основном в ботанических садах, используется для декорирования больших интерьеров.

## Распространение
Растёт в прибрежной полосе на Больших и Малых Антильских островах, в тропической Америке, на Карибских островах, на Антигуа, Барбадосе, в Доминиканской республике, Мартинике и Пуэрто-Рико.